# Listă de filme cu extratereștri
Aceasta este o listă de filme în care apar OZN-uri și extratereștri:
| Titlu                                                | An    |
| ---------------------------------------------------- | ----- |
| *batteries not included                              | 1987  |
| 20 Million Miles to Earth                            | 1957  |
| 2001: A Space Odyssey                                | 1968  |
| 2010 :                                               | 1984  |
| Abbott and Costello Go to Mars                       | 1953  |
| Abraxas, Guardian of the Universe                    | 1990  |
| The Abyss                                            | 1989  |
| Aelita                                               | 1924  |
| Alien Raiders                                        | 2008  |
| Alien                                                | 1979  |
| Aliens                                               | 1986  |
| Alien 3                                              | 1992  |
| The Alien                                            | 1960s |
| Alien Abduction                                      | 2005  |
| Alien Autopsy                                        | 2006  |
| Alien Hunter                                         | 2003  |
| Alien Intruder                                       | 1993  |
| Alien Nation                                         | 1988  |
| Alien Planet                                         | 2005  |
| Alien Resurrection                                   | 1997  |
| Alien vs. Predator                                   | 2004  |
| Aliens vs. Predator: Requiem                         | 2007  |
| Aliens                                               | 1986  |
| Aliens in the Attic                                  | 2009  |
| Allegro Non Troppo                                   | 1977  |
| Alone in the Dark                                    | 2005  |
| Altered                                              | 2006  |
| Apollo 18                                            | 2011  |
| The Andromeda Strain                                 | 1971  |
| The Angry Red Planet                                 | 1959  |
| The Arrival                                          | 1996  |
| The Astronaut's Wife                                 | 1999  |
| Attack the Block                                     | 2011  |
| Avatar                                               | 2009  |
| The Avengers                                         | 2012  |
| AVH: Alien vs Hunter                                 | 2007  |
| Bad Taste                                            | 1987  |
| Barbarella                                           | 1968  |
| Battle: Los Angeles                                  | 2011  |
| Battle Beyond the Stars                              | 1980  |
| Battle in Outer Space                                | 1959  |
| Battlefield Earth                                    | 2000  |
| Battleship                                           | 2012  |
| Battlestar Galactica                                 | 1978  |
| The Beast with a Billion Backs                       | 2008  |
| Bedtime Stories                                      | 2008  |
| Ben 10: Race Against Time                            | 2007  |
| Ben 10: Secret of the Omnitrix                       | 2007  |
| Bender's Big Score                                   | 2007  |
| Bender's Game                                        | 2008  |
| Beware! The Blob                                     | 1972  |
| Bill & Ted's Bogus Journey                           | 1991  |
| The Blob                                             | 1958  |
| The Blob (remake)                                    | 1988  |
| Breeders                                             | 1986  |
| The Brother from Another Planet                      | 1984  |
| Body Snatchers                                       | 1993  |
| Buzz Lightyear of Star Command: The Adventure Begins | 2000  |
| Captain Video                                        | 1949  |
| Caravan of Courage: An Ewok Adventure                | 1984  |
| The Cat from Outer Space                             | 1978  |
| Chicken Little                                       | 2005  |
| Christmas on Mars                                    | 2008  |
| The Chronicles of Riddick                            | 2004  |
| CJ7                                                  | 2008  |
| Close Encounters of the Third Kind                   | 1977  |
| Cloverfield                                          | 2008  |
| Cocoon                                               | 1985  |
| Cocoon: The Return                                   | 1988  |
| Coneheads                                            | 1993  |
| Communion                                            | 1989  |
| Contact                                              | 1997  |
| Cowboys & Aliens                                     | 2011  |
| Creature                                             | 1985  |
| The Creature Wasn't Nice                             | 1983  |
| The Creeping Terror                                  | 1964  |
| Creepozoids                                          | 1987  |
| Critters                                             | 1986  |
| Critters 2: The Main Course                          | 1988  |
| Critters 3                                           | 1991  |
| Critters 4                                           | 1991  |
| Dark City                                            | 1998  |
| The Dark Crystal                                     | 1982  |
| The Darkest Hour                                     | 2011  |
| Dark Star                                            | 1974  |
| The Day the Earth Stood Still                        | 1951  |
| The Day the Earth Stood Still                        | 2008  |
| The Day the Earth Stopped                            | 2008  |
| Decoys                                               | 2004  |
| Destroy All Monsters                                 | 1968  |
| Devil Girl from Mars                                 | 1954  |
| Doom                                                 | 2005  |
| District 9                                           | 2009  |
| Dreamcatcher                                         | 2003  |
| Doctor Who                                           | 1996  |
| Dr. Who and the Daleks                               | 1966  |
| "Dude, Where's My Car?                               | 2000  |
| E.T. the Extra-Terrestrial                           | 1982  |
| Earth Girls Are Easy                                 | 1988  |
| Earth vs. the Flying Saucers                         | 1956  |
| Enemy Mine                                           | 1985  |
| Escape to Witch Mountain                             | 1975  |
| Evolution                                            | 2001  |
| Explorers                                            | 1985  |
| Ewoks: The Battle for Endor                          | 1985  |
| The Faculty                                          | 1998  |
| Fantastic Four: Rise of the Silver Surfer            | 2007  |
| Fantastic Planet                                     | 1973  |
| The Fifth Element                                    | 1997  |
| Fire in the Sky                                      | 1993  |
| Fire Maidens of Outer Space                          | 1956  |
| The First Men in the Moon                            | 1919  |
| First Spaceship on Venus                             | 1962  |
| Flash Gordon (serial)                                | 1936  |
| Flash Gordon                                         | 1980  |
| Flash Gordon Conquers the Universe                   | 1940  |
| Flesh Gordon                                         | 1974  |
| Flesh Gordon Meets the Cosmic Cheerleaders           | 1989  |
| Flight of the Navigator                              | 1986  |
| Flight to Mars                                       | 1950  |
| Forbidden Planet                                     | 1956  |
| The Forgotten                                        | 2004  |
| The Fourth Kind                                      | 2009  |
| Gamera vs. Viras                                     | 1968  |
| Gamera vs. Guiron                                    | 1969  |
| Gamera vs. Zigra                                     | 1971  |
| Gamera: Super Monster                                | 1980  |
| Gamera 2: Attack of Legion                           | 1998  |
| Gamera 3: Revenge of Iris                            | 1999  |
| Galaxy Quest                                         | 1999  |
| Ghosts of Mars                                       | 2001  |
| Ghidorah, the Three-Headed Monster                   | 1964  |
| Godzilla 2000                                        | 1999  |
| Godzilla: Final Wars                                 | 2004  |
| Godzilla vs. Gigan                                   | 1972  |
| Godzilla vs. Megalon                                 | 1973  |
| Godzilla vs. Mechagodzilla                           | 1974  |
| Godzilla vs. Spacegodzilla                           | 1994  |
| Good Boy!                                            | 2003  |
| The Great Heep                                       | 1986  |
| Green Lantern                                        | 2011  |
| The Green Slime                                      | 1967  |
| Hangar 18                                            | 1980  |
| Heavy Metal                                          | 1981  |
| Heavy Metal 2000                                     | 2000  |
| H.G. Wells' The War of the Worlds                    | 2005  |
| H.G. Wells' War of the Worlds                        | 2005  |
| The Hidden                                           | 1987  |
| The Hidden II                                        | 1993  |
| Highlander II: The Quickening                        | 1991  |
| Himmelskibet                                         | 1917  |
| The Hitchhiker's Guide to the Galaxy                 | 2005  |
| Impostor                                             | 2002  |
| I Am Number Four                                     | 2011  |
| I Come in Peace                                      | 1990  |
| I Married a Monster from Outer Space                 | 1958  |
| Immortal                                             | 2004  |
| Independence Day                                     | 1996  |
| Indiana Jones and the Kingdom of the Crystal Skull   | 2008  |
| Infected                                             | 2008  |
| Invasion of Astro-Monster                            | 1965  |
| Into the Wild Green Yonder                           | 2009  |
| Intruders                                            | 1992  |
| Invaders from Mars                                   | 1953  |
| Invaders from Mars                                   | 1986  |
| The Invasion                                         | 2007  |
| Invasion of Astro-Monster                            | 1965  |
| Invasion of the Body Snatchers                       | 1978  |
| Invasion of the Pod People                           | 2007  |
| It Conquered the World                               | 1956  |
| It! The Terror from Beyond Space                     | 1958  |
| It Came from Outer Space                             | 1953  |
| Joker                                                | 2012  |
| Invasion of the Body Snatchers                       | 1956  |
| K-PAX                                                | 2001  |
| Killer Klowns from Outer Space                       | 1988  |
| Knowing                                              | 2009  |
| Koi... Mil Gaya                                      | 2003  |
| Krull                                                | 1983  |
| The Last Starfighter                                 | 1984  |
| Lifted                                               | 2007  |
| Lilo & Stitch                                        | 2002  |
| Little Shop of Horrors                               | 1986  |
| Liquid Sky                                           | 1982  |
| Looney Tunes: Back in Action                         | 2003  |
| Lost in Space                                        | 1998  |
| Mac and Me                                           | 1988  |
| The Man from Planet X                                | 1951  |
| The Man Who Fell to Earth                            | 1976  |
| The Man Who Wasn't There                             | 2001  |
| Mars Attacks!                                        | 1996  |
| Mars Needs Moms                                      | 2011  |
| Meet Dave                                            | 2008  |
| Megamind                                             | 2010  |
| Men in Black                                         | 1997  |
| Men in Black II                                      | 2002  |
| Men in Black 3                                       | 2012  |
| Metamorphosis: The Alien Factor                      | 1990  |
| Mission to Mars                                      | 2000  |
| The Monster X Strikes Back/Attack the G8 Summit      | 2008  |
| Monsters                                             | 2010  |
| Monsters vs. Aliens                                  | 2009  |
| Monty Python's Life of Brian                         | 1979  |
| Morons from Outer Space                              | 1985  |
| Muppets from Space                                   | 1999  |
| My Stepmother is an Alien                            | 1988  |
| My Favorite Martian (film)                           | 1999  |
| The Mysterians                                       | 1957  |
| Night Skies                                          | 2007  |
| Night of the Creeps                                  | 1986  |
| Not of This Earth                                    | 1957  |
| Outlander                                            | 2008  |
| Paul                                                 | 2011  |
| Pitch Black                                          | 2000  |
| Plan 9 from Outer Space                              | 1959  |
| Planet 51                                            | 2009  |
| Predator                                             | 1987  |
| Predator 2                                           | 1990  |
| Predators                                            | 2010  |
| Princess of Mars                                     | 2009  |
| Progeny                                              | 1999  |
| Project ALF                                          | 1996  |
| Prometheus                                           | 2012  |
| The Puppet Masters                                   | 1994  |
| Race to Witch Mountain                               | 2009  |
| Rebirth of Mothra                                    | 1996  |
| Rebirth of Mothra III                                | 1998  |
| Red Planet                                           | 2000  |
| Repo Man                                             | 1984  |
| Returner                                             | 2002  |
| Return from Witch Mountain                           | 1978  |
| Robot Monster                                        | 1953  |
| Rocketship X-M                                       | 1950  |
| The Rocky Horror Picture Show                        | 1975  |
| Roswell                                              | 1999  |
| The Shadow Men                                       | 1998  |
| Signs                                                | 2002  |
| Skyline                                              | 2010  |
| Slither                                              | 2006  |
| Solaris                                              | 1972  |
| Solaris                                              | 2002  |
| Spaceballs                                           | 1987  |
| Spaced Invaders                                      | 1990  |
| Spacehunter: Adventures in the Forbidden Zone        | 1983  |
| Space Jam                                            | 1996  |
| Space Truckers                                       | 1996  |
| Species                                              | 1995  |
| Species II                                           | 1998  |
| Species III                                          | 2004  |
| Species IV                                           | 2007  |
| Spider-Man 3                                         | 2007  |
| Starchaser: The Legend of Orin                       | 1985  |
| Star Trek: The Motion Picture                        | 1979  |
| Star Trek II: The Wrath of Khan                      | 1982  |
| Star Trek III: The Search for Spock                  | 1984  |
| Star Trek IV: The Voyage Home                        | 1986  |
| Star Trek V: The Final Frontier                      | 1989  |
| Star Trek VI: The Undiscovered Country               | 1991  |
| Star Trek Generations                                | 1994  |
| Star Trek: First Contact                             | 1996  |
| Star Trek: Insurrection                              | 1998  |
| Star Trek Nemesis                                    | 2002  |
| Star Trek                                            | 2008  |
| Star Wars Episode I: The Phantom Menace              | 1999  |
| Star Wars Episode II: Attack of the Clones           | 2002  |
| Star Wars Episode III: Revenge of the Sith           | 2005  |
| Star Wars Episode IV: A New Hope                     | 1977  |
| Star Wars Episode V: The Empire Strikes Back         | 1980  |
| Star Wars Episode VI: Return of the Jedi             | 1983  |
| The Star Wars Holiday Special                        | 1978  |
| Star Wars: The Clone Wars                            | 2008  |
| Stargate                                             | 1994  |
| Starman                                              | 1984  |
| Starship Troopers                                    | 1997  |
| Starship Troopers 2: Hero of the Federation          | 2004  |
| Starship Troopers 3: Marauder                        | 2008  |
| Strange Invaders                                     | 1983  |
| Suburban Commando                                    | 1991  |
| Super 8                                              | 2011  |
| Supergirl                                            | 1984  |
| Superman                                             | 1978  |
| Superman II                                          | 1980  |
| Superman III                                         | 1983  |
| Superman IV: The Quest for Peace                     | 1987  |
| Superman Returns                                     | 2006  |
| Tartarus                                             | 2010  |
| Team America: World Police                           | 2004  |
| Teenagers from Outer Space                           | 1959  |
| Terrorvision                                         | 1987  |
| Terror of Mechagodzilla                              | 1975  |
| They Live                                            | 1988  |
| The Thing                                            | 1982  |
| The Thing                                            | 2011  |
| The Thing from Another World                         | 1951  |
| Things Are Tough All Over                            | 1982  |
| This Island Earth                                    | 1955  |
| Titan A.E.                                           | 2000  |
| Track of the Moon Beast                              | 1976  |
| The Transformers: The Movie                          | 1986  |
| Transformers                                         | 2007  |
| Transformers: Dark of the Moon                       | 2011  |
| Transformers: Revenge of the Fallen                  | 2009  |
| Transmorphers                                        | 2007  |
| Transmorphers: Fall of Man                           | 2009  |
| Treasure Planet                                      | 2002  |
| A Trip to the Moon                                   | 1902  |
| The Trollenberg Terror                               | 1958  |
| UHF (film)                                           | 1989  |
| Under the Mountain                                   | 2009  |
| Underdog                                             | 2007  |
| U.F.O.                                               | 1993  |
| Virus                                                | 1999  |
| The Visitor                                          | 1979  |
| WALL-E                                               | 2008  |
| The War of the Worlds                                | 1953  |
| War of the Worlds                                    | 2005  |
| War of the Worlds 2: The Next Wave                   | 2008  |
| What Planet Are You From?                            | 2000  |
| Within the Rock                                      | 1996  |
| The X Files                                          | 1998  |
| The X from Outer Space                               | 1967  |
| Xtro                                                 | 1983  |
| Zathura                                              | 2005  |
| Thor                                                 | 2011  |
| Extraterrestrial                                     | 2011  |
| John Carter                                          | 2012  |